# Challenger de Cali 2014
El Seguros Bolívar Open Cali 2014 fue un torneo de tenis profesional jugado en canchas de polvo de ladrillo. Se disputó la séptima edición del torneo que formó parte del circuito ATP Challenger Tour 2014. Se llevó a cabo en Cali, Colombia entre el 28 de abril y el 4 de mayo de 2014.

## Jugadores participantes del cuadro de individuales
| Favorito | País                               | Jugador         | Rank1 | Posición en el torneo |
| -------- | ---------------------------------- | --------------- | ----- | --------------------- |
| 1        | Bandera de Italia                  | Paolo Lorenzi   | 85    | Cuartos de final      |
| 2        | Bandera de la República Dominicana | Víctor Estrella | 101   | Segunda ronda         |
| 3        | Bandera de Australia               | James Duckworth | 147   | Cuartos de final      |
| 4        | Bandera de Argentina               | Facundo Bagnis  | 155   | Semifinales           |
| 5        | Bandera de Estados Unidos          | Wayne Odesnik   | 163   | Primera ronda         |
| 6        | Bandera de Francia                 | Lucas Pouille   | 186   | Primera ronda         |
| 7        | Bandera de Egipto                  | Mohamed Safwat  | 192   | Primera ronda         |
| 8        | Bandera de Venezuela               | David Souto     | 208   | Cuartos de final      |

| Posición en el torneo   |
| ----------------------- |
| Primera y segunda ronda |
| Cuartos de final        |
| Semifinales             |
| FINAL                   |
| CAMPEÓN                 |

- 1 Se ha tomado en cuenta el ranking del 7 de abril de 2014.

### Otros participantes
Los siguientes jugadores recibieron una invitación (wild card), por lo tanto ingresan directamente al cuadro principal (WC):
- Michael Quintero
- Giovanni Lapentti
- Eduardo Struvay
- Juan Carlos Spir

Los siguientes jugadores ingresan al cuadro principal tras disputar el cuadro clasificatorio (Q):
- Gonzalo Escobar
- Sergio Galdós
- Ryusei Makiguchi
- Mathias Bourgue

## Jugadores participantes en el cuadro de dobles

### Cabezas de serie
| Favorito | País                 | Jugador           | País                 | Jugador          | Rank1 | Posición en el torneo |
| -------- | -------------------- | ----------------- | -------------------- | ---------------- | ----- | --------------------- |
| 1        | Bandera de Argentina | Facundo Bagnis    | Bandera de Argentina | Eduardo Schwank  | 221   | CAMPEONES             |
| 2        | Bandera de Brasil    | Marcelo Demoliner | Bandera de Colombia  | Carlos Salamanca | 320   | Semifinales           |
| 3        | Bandera de Uruguay   | Ariel Behar       | Bandera de Colombia  | Juan Carlos Spir | 328   | Cuartos de final      |
| 4        | Bandera de Perú      | Sergio Galdós     | Bandera de Venezuela | Roberto Maytín   | 379   | Cuartos de final      |

- 1 Se ha tomado en cuenta el ranking del 21 de abril de 2014.

## Campeones

### Individual Masculino
- Gonzalo Lama derrotó en la final a  Marco Trungelliti, 6–3, 4–6, 6–3

### Dobles Masculino
- Facundo Bagnis  /  Eduardo Schwank  derrotaron en la final a  Nicolás Barrientos /  Eduardo Struvay 6-3, 6-3